# البعثات الدبلوماسية للاتحاد الأوروبي

الاتحاد الأوروبي
الدول التي لديها وفود من الاتحاد الأوروبي

تتفق الدول الأعضاء في الاتحاد الأوروبي في سياستها الخارجية في العديد من القضايا. الاتحاد الأوروبي هو أكبر اتحاد اقتصادي واتحاد جمركي ومانح للمساعدات الإنسانية والإنمائية في العالم، وبالتالي لديه شبكة واسعة من الوفود حول العالم تعمل بشكل رئيسي في إطار العلاقات الخارجية، والتي تعتبر المفوضية الأوروبية هي الهيئة الرئيسية لاتخاذ القرار فيها. يمثل الاتحاد الأوروبي أيضًا وجهات النظر السياسية والأمنية المشتركة التي تتبناها الدول الأعضاء، كما هو موضح في السياسة الخارجية والأمنية المشتركة.
افتتح سلف الاتحاد الأوروبي، الجماعة الأوروبية للفحم والصلب، بعثته الأولى في لندن في عام 1955، بعد ثلاث سنوات بدأت الدول غير الأعضاء في الاتحاد الأوروبي في اعتماد بعثاتها في بروكسل لدى المجموعة. وكانت الولايات المتحدة مؤيداً متحمساً للجهود ECSC من البداية، ووزيرة الخارجية دين أتشيسون أرسلت جان مونيه برقية باسم الرئيس ترومان يؤكد اعتراف دبلوماسي كامل الولايات المتحدة من ECSC. تم اعتماد سفير الولايات المتحدة لدى ECSC بعد ذلك بوقت قصير، وترأس البعثة الخارجية الثانية لإقامة علاقات دبلوماسية مع مؤسسات المجتمع.
بدأ عدد المندوبين في الارتفاع في الستينيات بعد دمج المؤسسات التنفيذية للمجتمعات الأوروبية الثلاث في لجنة واحدة. حتى وقت قريب، أبدت بعض الدول تحفظات على قبول وفود الاتحاد الأوروبي بالوضع الكامل للبعثة الدبلوماسية. تتطلب المادة 20 من معاهدة ماستريخت من الوفود والبعثات الدبلوماسية للدول الأعضاء «التعاون لضمان الامتثال للمواقف المشتركة والإجراءات المشتركة التي يتبناها المجلس وتنفيذها».
تتولى إدارة العلاقات الخارجية للاتحاد الأوروبي خدمة العمل الخارجي الأوروبي التي ترفع تقاريرها إلى الممثل الأعلى للشؤون الخارجية. يتم إرسال المندوبين بشكل عام فقط إلى العواصم والمدن التي تستضيف هيئات متعددة الأطراف.
تعمل بعثات الاتحاد الأوروبي بشكل منفصل عن عمل بعثات الدول الأعضاء، ولكن في بعض الظروف قد تشارك الموارد والتسهيلات. في أبوجا، تشارك بعثة الاتحاد الأوروبي مقرها مع عدد من الدول الأعضاء. كما تحتفظ المفوضية الأوروبية بتمثيل في كل من الدول الأعضاء.

## أوروبا

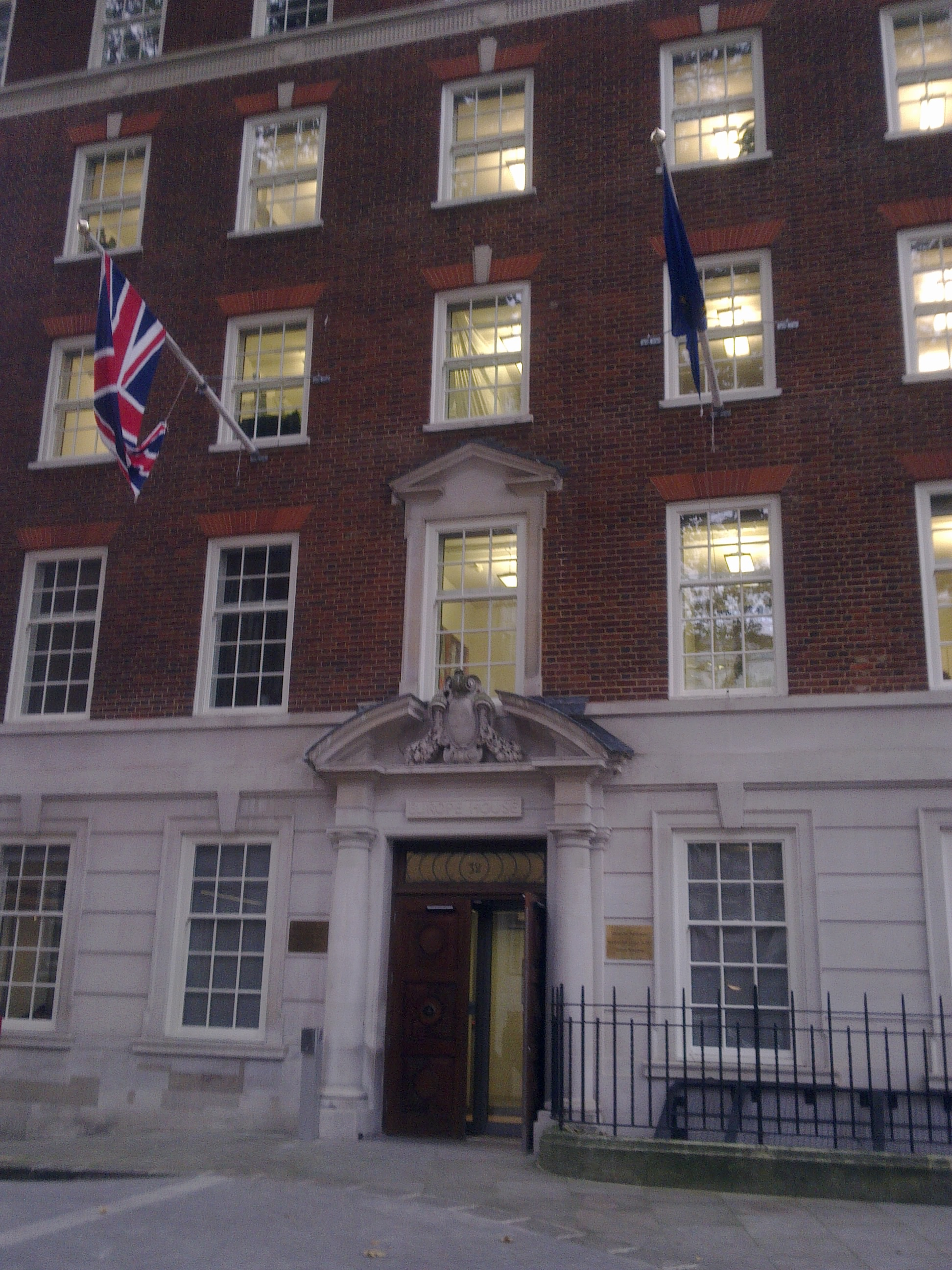
بعثة الاتحاد الأوروبي في لندن

- ألبانيا
  - تيرانا
- أرمينيا
  - يريفان [ا]
- أذربيجان
  - باكو
- البوسنة والهرسك
  - سراييفو
- جورجيا
  - تبليسي [ا]
- آيسلندا
  - ريكيافيك [5]
- كوسوفو *
  - بريشتينا (مكتب الاتصال التابع للمفوضية الأوروبية)
  - كوسوفسكا ميتروفيتشا (المكتب) [6]
- جمهورية مولدوفا
  - كيشيناو [ا]
- الجبل الأسود
  - بودغوريتشا
- مقدونيا الشمالية
  - سكوبي [ا]
- النرويج
  - أوسلو [ا]
- روسيا
  - موسكو
- صربيا
  - بلغراد [ا]
- سويسرا
  - برن [ا]
- تركيا
  - أنقرة
- أوكرانيا
  - كييف [ا]
- المملكة المتحدة
  - لندن

## أفريقيا
- الجزائر
  - الجزائر العاصمة
- أنغولا
  - لواندا [ا]
- بنين
  - كوتونو
- بوتسوانا
  - غابورون [ا]
- بوركينا فاسو
  - واغادوغو [ا]
- بوروندي
  - بوجومبورا [ا]
- الكاميرون
  - ياوندي [ا]
- الرأس الأخضر
  - برايا [ا]
- جمهورية أفريقيا الوسطى
  - بانغي [ا]
- تشاد
  - نجامينا [ا]
- الكونغو
  - برازافيل
- جمهورية الكونغو الديمقراطية
  - كينشاسا
- جيبوتي
  - جيبوتي [ا])
- مصر
  - القاهرة
- إريتريا
  - أسمرة [ا]
- اثيوبيا
  - اديس ابابا [ا]
- الغابون
  - ليبرفيل
- غانا
  - أكرا [ا]
- غينيا
  - كوناكري
- غينيا بيساو
  - بيساو [ا]
- ساحل العاج
  - أبيدجان [ا]
- كينيا
  - نيروبي [ا]
- ليسوتو
  - ماسيرو [ا]
- ليبيريا
  - مونروفيا [ا]
- مدغشقر
  - أنتاناناريفو [ا]
- ملاوي
  - ليلونغوي [ا]
- مالي
  - باماكو
- موريتانيا
  - نواكشوط
- موريشيوس
  - بورت لويس [ا]
- المغرب
  - الرباط
- موزمبيق
  - مابوتو [ا]
- ناميبيا
  - ويندهوك
- النيجر
  - نيامي [ا]
- نيجيريا
  - أبوجا [ا]
- رواندا
  - كيغالي [ا]
- السنغال
  - داكار [ا]
- سيراليون
  - فريتاون [ا]
- الصومال
  - مقديشو [ا]
- جنوب إفريقيا
  - بريتوريا [ا]
- السودان
  - الخرطوم [ا]
- تنزانيا
  - دار السلام [ا]
- توغو
  - لومي [ا]
- تونس
  - تونس
- أوغندا
  - كمبالا [ا]
- زامبيا
  - لوساكا
- زمبابوي
  - هراري [ا]

## آسيا
- أفغانستان
  - كابول [ا]
- بنغلاديش
  - دكا
- كمبوديا
  - بنوم بنه [ا]
- الصين
  - بكين [ا]
  - هونج كونج (مكتب [ا])
- تيمور الشرقية
  - ديلي [ا]
- الهند
  - نيو دلهي [ا]
- إندونيسيا[7]
  - جاكرتا [ا])
- العراق
  - بغداد
- إسرائيل
  - تل أبيب
- الأردن
  - عمان
- الكويت
  - مدينة الكويت [8]
- اليابان
  - طوكيو
- كازاخستان
  - نور سلطان
  - ألماتي (مكتب)
- قيرغيزستان[9]
  - بيشكيك
- لبنان
  - بيروت
- ماليزيا
  - كولالمبور
- منغوليا
  - أولان باتور
- ميانمار
  - يانجون
- نيبال
  - كاتماندو
- فلسطين

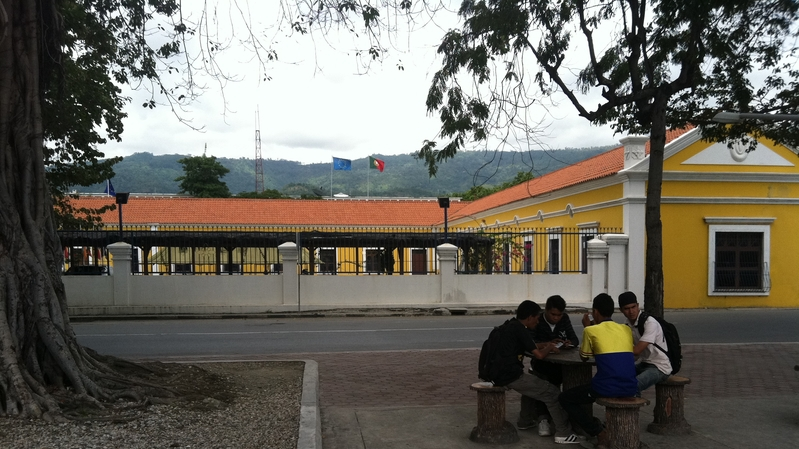
بيت أوروبي في ديلي، تيمور الشرقية

  - القدس الشرقية (مكتب المساعدة الفنية التابع للمفوضية الأوروبية)
- باكستان
  - اسلام آباد
- الفلبين
  - مانيلا [ا]
- المملكة العربية السعودية
  - الرياض
- سوريا
  - دمشق
- سنغافورة
  - سنغافورة
- كوريا الجنوبية
  - سيول
- سريلانكا
  - كولومبو
- تايوان
  - تايبيه (المكتب الاقتصادي والتجاري الأوروبي)
- طاجيكستان
  - دوشنبه
- تايلاند
  - بانكوك (Delegation [ا])
- الإمارات العربية المتحدة
  - أبو ظبي
- أوزبكستان
  - طشقند (يوروبا هاوس)
- فيتنام
  - هانوي [ا]
- اليمن
  - صنعاء

## أمريكا الشمالية

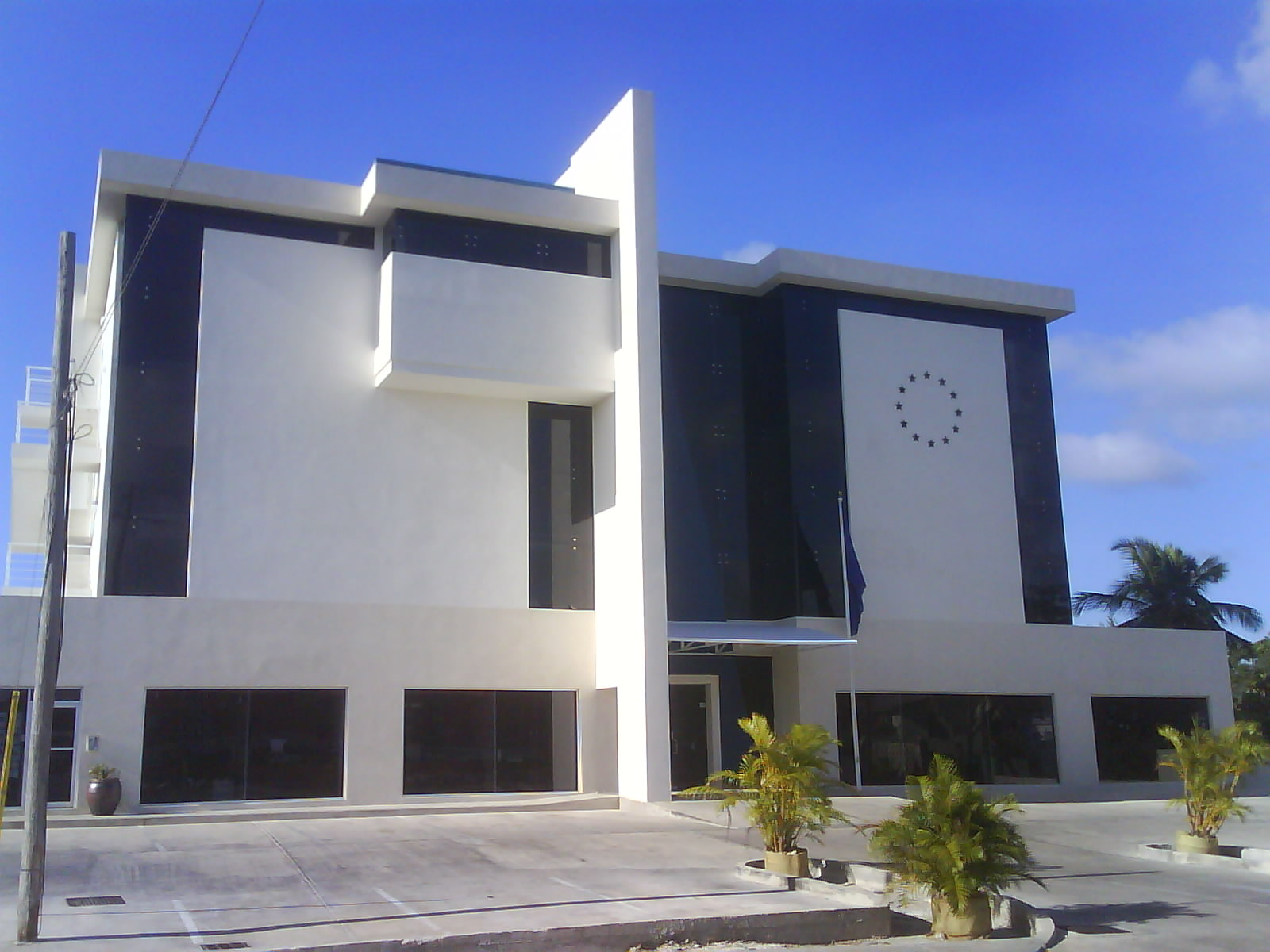
مكتب فرع شرق الكاريبي التابع للمفوضية الأوروبية في باربادوس

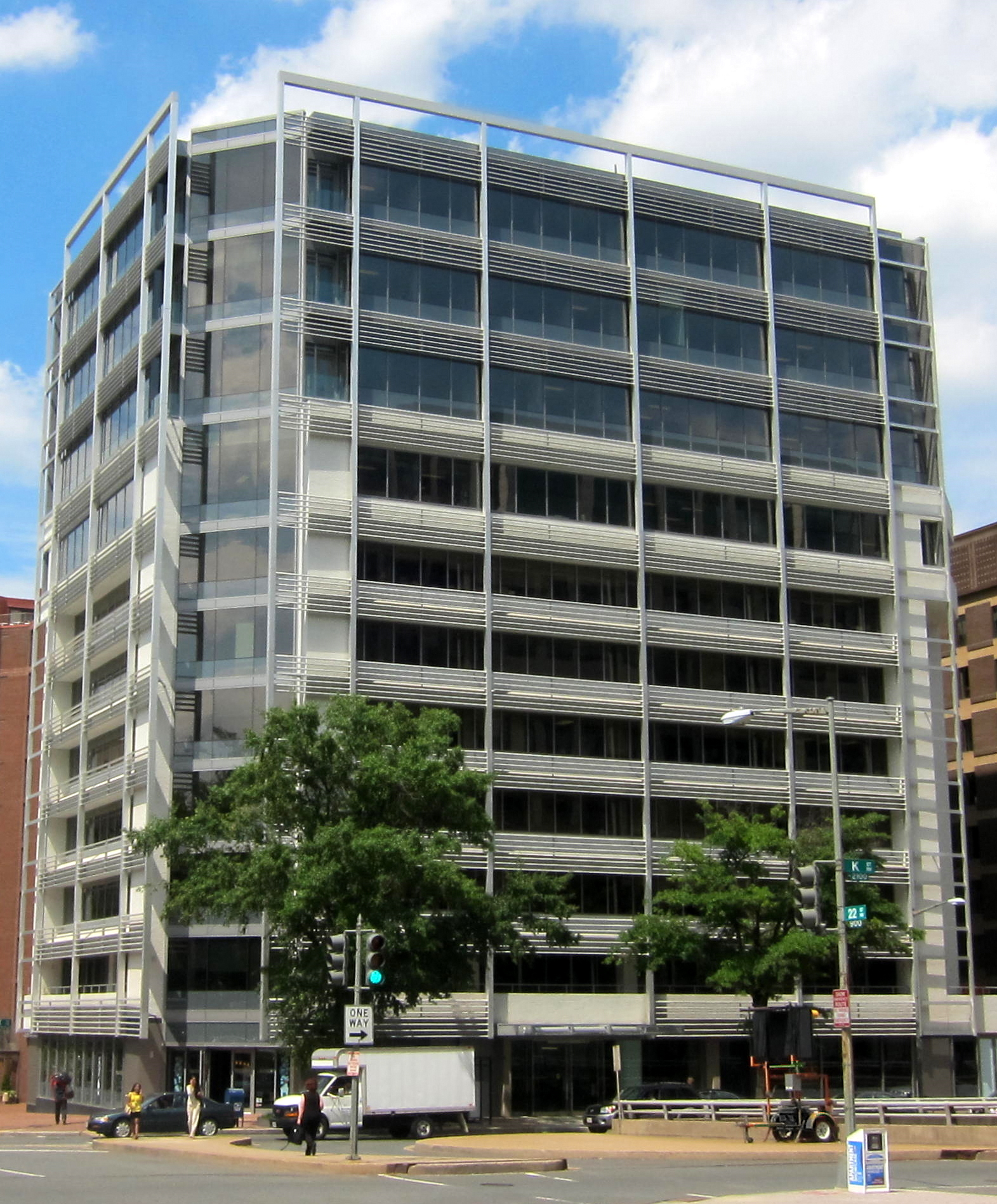
بعثة الاتحاد الأوروبي في واشنطن العاصمة

- باربادوس
  - بريدجتاون
- كندا
  - أوتاوا
- كوستاريكا
  - سان خوسيه
- كوبا
  - هافانا
- جمهورية الدومنيكان
  - سانتو دومينغو
- السلفادور
  - سان سلفادور
- غواتيمالا
  - Ciudad de Guatemala
- هايتي
  - بورت أو برنس
- هندوراس
  - تيغوسيغالبا
- جامايكا
  - كينغستون
- المكسيك
  - مدينة مكسيكو
- نيكاراغوا
  - ماناغوا
- بنما
  - مدينة بنما
- الولايات المتحدة
  - واشنطن العاصمة

## أوقيانوسيا

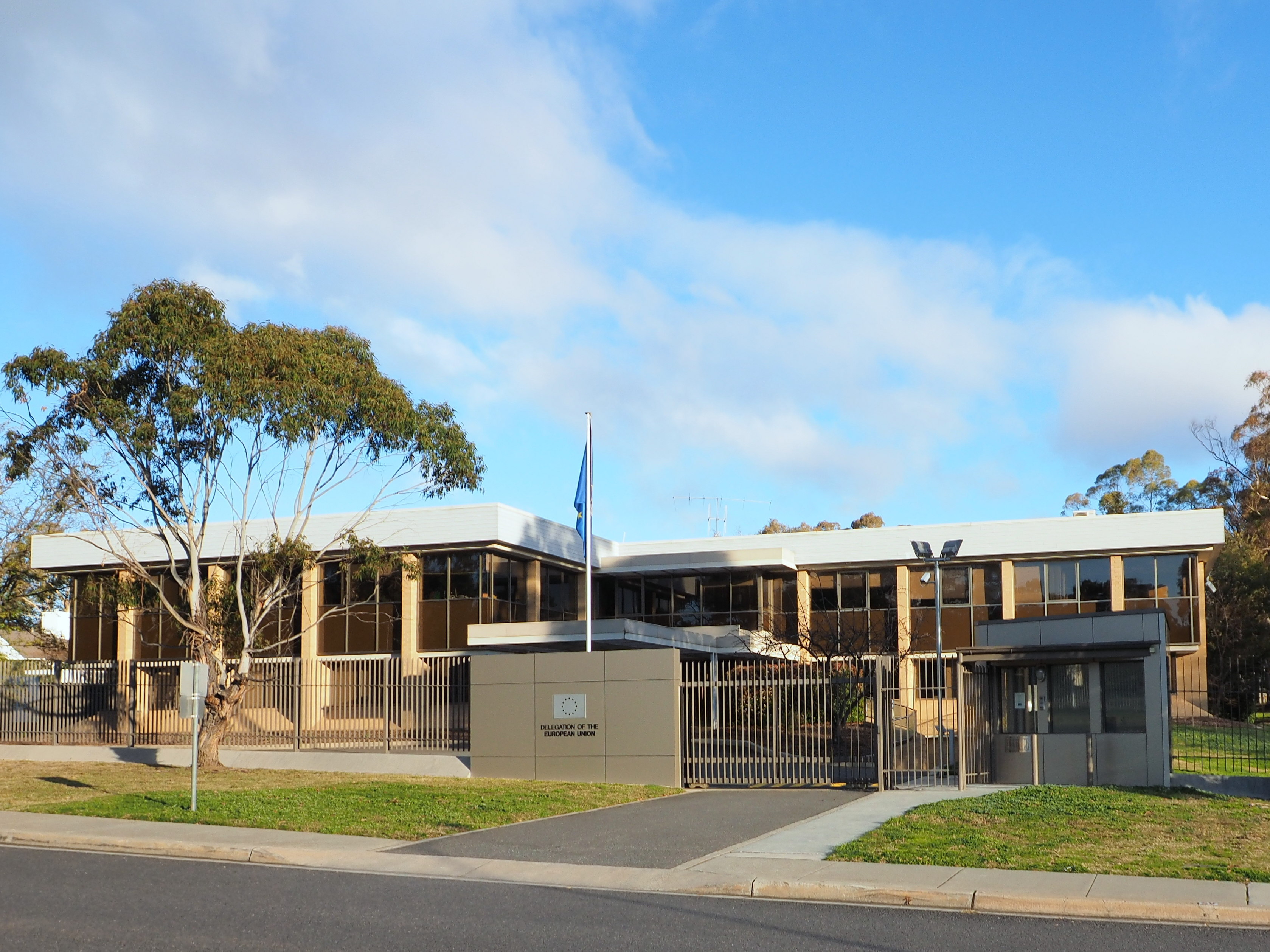
وفد الاتحاد الأوروبي في أستراليا

- أستراليا
  - كانبرا
- فيجي
  - سوفا
- بابوا غينيا الجديدة
  - بورت مورسبي
- نيوزيلندا
  - ولينغتون

## أمريكا الجنوبية
- الأرجنتين
  - بوينس آيرس
- بوليفيا
  - لاباز
- البرازيل
  - برازيليا
- تشيلي
  - سانتياغو
- كولومبيا
  - بوغوتا
- الاكوادور
  - كيتو
- غيانا
  - جورج تاون
- باراغواي
  - أسونسيون
- بيرو
  - ليما
- أوروغواي
  - مونتيفيديو
- فنزويلا
  - كاراكاس

## المنظمات متعددة الأطراف
- أديس أبابا (وفد إلى الاتحاد الأفريقي) [ا]
- جنيف (الوفد لدى منظمات الأمم المتحدة ومنظمة التجارة العالمية) [10]
- جاكرتا (وفد إلى رابطة أمم جنوب شرق آسيا) [11]
- مدينة نيويورك (وفد لدى الأمم المتحدة)
- باريس (الوفد لدى اليونسكو ومنظمة التعاون الاقتصادي والتنمية)
- روما (الوفد لدى منظمات الأمم المتحدة: منظمة الأغذية والزراعة، برنامج الأغذية العالمي، الصندوق الدولي للتنمية الزراعية) [12]
- ستراسبورغ (وفد إلى مجلس أوروبا)
- فيينا (الوفد لدى المنظمات الدولية في فيينا: الوكالة الدولية للطاقة الذرية، ومكتب الأمم المتحدة المعني بالمخدرات والجريمة، واليونيدو، ومنظمة الأمن والتعاون في أوروبا) [13]